# Mellicta evittata
Mellicta evittata är en fjärilsart som beskrevs av Storace 1943. Mellicta evittata ingår i släktet Mellicta och familjen praktfjärilar. Inga underarter finns listade i Catalogue of Life.